# 3. deild karla
3. deild karla er den fjerdeøverste fodboldrække i Islandsk fodbold.
Af klimatiske årsager spilles der mest i foråret og om sommeren. Ligaen har 10 hold.